# Братислава-Винограды

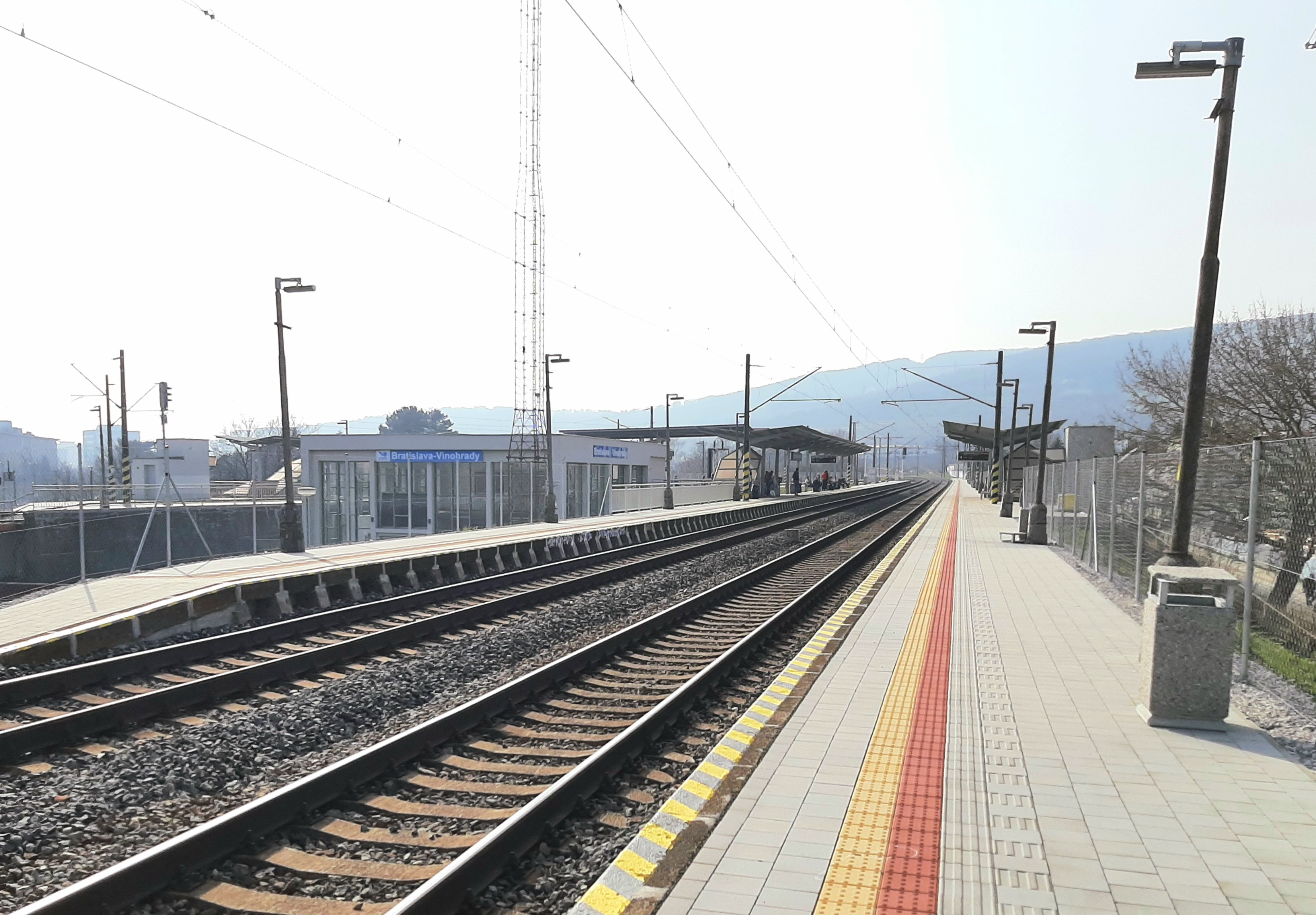
Железнодорожная станция Братислава-Винограды, железнодорожной линии Жилина — Братислава Главная

Железнодорожный вокзал Братислава-Винограды (часто неправильно называют железнодорожная станция Братислава-Винограды) — железнодорожная станция в районе Нове-Место, округа Братислава III, в Братиславе, Словакия. Расположен на границе района Рача и микрорайона Винограды.
Используется в качестве удалённого сегмента перевалочного узла Братислава-Винограды — Рача. Выделен для разгрузки узла Рача — пригорода Братиславы, а также в связи с резким изломом железнодорожной линии.
Наличие этой станции облегчает передвижение большинства поездов в направлениях Галанта и Трнава, изолируя их от центрального железнодорожного вокзала.
Станция располагает четырьмя платформами, кассой и подземным переходом под путями.